# 瑞薩電子
瑞薩電子公司（日語：ルネサス エレクトロニクス株式会社），為NEC電子以及瑞薩科技合併後所成立的新公司。於2009年9月16日簽定最終協議，以NEC電子為存續公司，與瑞薩科技進行合併。

## 歷史
NEC電子公司（TSE: 6723）是2002年從NEC分離之半導體子公司，專精於半導體產品，和應用領域，包括「高階電腦與寬頻網路市場之先進技術解決方案」、「手機、個人電腦週邊、汽車與消費電子市場系統解決方案」，以及其他各種不同消費應用的多元市場解決方案等。NEC電子公司在全球各地設有分支機搆，包括NEC電子美洲、NEC電子（歐洲）等。
瑞薩科技為日立製作所及三菱電機的半導體事業部（電力控制用的半導體除外）於2003年4月1日合併而成的半導體公司，總部位於日本東京。成立之時（2003年）為世界第三大半導體公司，僅次於英特爾和三星電子。
瑞薩為移動、汽車及個人電腦/AV（音頻視頻）市場提供領先半導體系統解決方案的全球供應商之一，也是全球首屈一指的微控制器供應商。該公司是LCD驅動器集成電路、智能卡微控制器、射頻集成電路（RF-IC）、大功率放大器、混合信號集成電路、系統級芯片（SoC）、系統級封裝（SiP）等產品的領先供應商。瑞薩在2005年實現了（2006年3月底截止）9060億日元的綜合銷售額。瑞薩位於日本東京，在全球大約20個國家擁有製造、設計和銷售業務網絡，有大約25,000名員工。
2010年4月，NEC和瑞薩科技公司通過業務整合，並成立瑞薩電子公司，業務遍及科研、開發、設計和製造範圍廣泛的應用。總部仍設在日本，但NEC則不再為瑞薩電子之母公司，而與日立製作所及三菱電機在持股上平起平坐。
據IC Insights公佈的數據，至2014年為止，瑞薩電子為世界第十一大半導體公司。
2016年9月13日瑞薩電子以每股22.5美元，斥資32.19億美元現金收購美國英特矽爾（Intersil）。
2018年9月11日瑞薩電子以每股49美元現金，斥資67億美元現金收購美國Integrated Device Technology（IDT），以加強與英偉達及英特爾在自動駕駛技術領域的競爭。
2021年2月以每股67.5歐元斥資49億歐元收購總部位於英國的Dialog半導體
2021年10月以3.15億美元收購以色列 Wi-Fi 解決方案供應商 Celeno
2024年1月宣布以3.39億美元收購美國氮化鎵功率半導體廠商 Transphorm
2024年2月宣布以91億澳元收購澳洲電子設計軟體公司Altium

## 產品列表

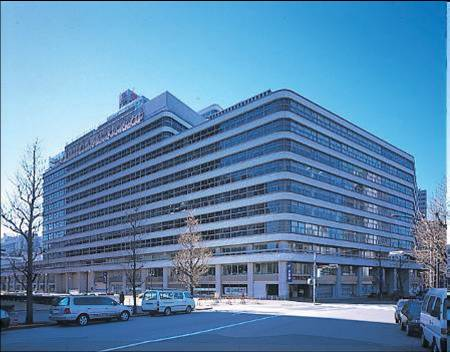
東京總公司

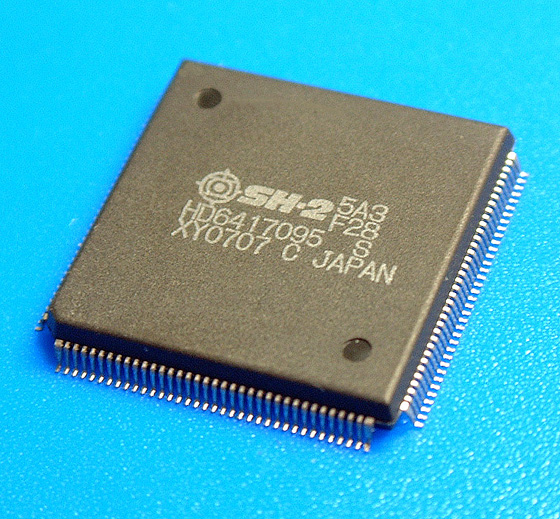
SH-2 HD6417095

主要的微控制器型號有：
- 32 bits
  - RH850 (automotive)
  - RX
  - RA (arm core)
  - V850
  - M32C/100
  - SuperH Core
- 16 bits
  - RL78
  - 78K0R
  - M32C
  - M16C
  - M16C/Tiny
  - R8C/Tiny
  - R5C
  - H8S/Tiny
  - H8 Super Low Power
- 8 bits
  - 78K0
  - 740 series
  - QzRom series

### 母公司
- 日立
- 三菱電機
- NEC

### 其他
- 全球二十大半導體廠商

## 外部連結
- 瑞薩電子全球首頁 （页面存档备份，存于）